# کارین آیبا
کارین آیبا (انگلیسی: Karin Aiba؛ زادهٔ ۱۷ ژوئن ۱۹۹۳) بازیگر، مدل اهل ژاپن است.